# 庫克濟夫
49°56′28″N 24°16′18″E / 49.94111°N 24.27167°E
庫克濟夫（羅馬化：Kukeziv）是烏克蘭西部的村莊，隸屬利維夫州的利維夫區。該村始建於1563年，面積0.62平方公里，海拔高度239米，2001年人口386。